# Друга бањалучка операција НОВЈ
Након што је крајем августа и почетком септембра 1944. ослободио Дрвар, Босански Петровац, Бугојно и Јајце, Пети ударни корпус НОВЈ предузео је операцију ослобађања доњег тока Сане с Приједором, Љубијом и Нови Град. Након успешног окончања ове операције 6-9. септембра, штаб Корпуса донео је одлуку о нападу на осовинска упоришта у доњем току Врбаса са центром у Бањалуци. С обзиром на то да је први напад на Бањалуку изведен од 31. децембра 1943. до 3. јануара 1944, ова операција названа је Другом бањалучком операцијом НОВЈ.
Операција је трајала од 18. до 27. септембра 1944. јединице 5. корпуса овладале су Бањалуком (са изузетком тврђави Кастел у којој се утврдила група од 300 Немаца и усташа) и осталим местима у долини Врбаса и у Лијевче Пољу, са изузетком Градишке. Том приликом поразене су, потпуно разбијене и делимично уништене све непријатељске снаге у тој области које су бројале око 12.000 људи. 21. септембра заробљени су и сам заповедник одбране Бањалуке, немачки генерал фон Девиц, заједно са шефом Гестаопоа мајором Вилијем Волтером и усташким заповедником Виктором Гутићем.
Друга оклопна армија формирала је две борбене групе за помоћ својим снагама у области Бањалуке (борбене групе „фон Панвиц“ и „фон Рудно"). Прва је нападана из правца Градишке према југу, а друга из правца Добоја према западу. Под њиховим притиском јединице 5. корпуса НОВЈ су након евакуације ратног плена напустиле Бањалуку 27. септембра 1944. Према наређењу Врховног Штаба НОВЈ, 5. корпуса је након ове операције главнину својих снага оријентисао преко Травника према долини Босне и Сарајеву.
Операција је представљала велики успех за 5. корпус, јер су његове снаге уништиле бројна утврђења, поразила осовинске формације и задобиле врло велики ратни плен (између осталог и 34 авиона на аеродрому у Залужанима). Након операције 5. корпус је знатно ојачао бројчано и по наоружању - према извештају од 1. октобра бројао је 26.000 бораца.

## Југославија у септембру 1944.
Током августа 1944. напор Друге оклопне армије (реализован кроз низ операција) да спречи продор НОВЈ у област виталних комуникација у долини Мораве и Ибра захтевао је све више снага. То је натерало Другу оклопну армију да неке гарнизоне препусти квислинзима, а у неким областима ослаби своје присуство. Почетком септембра настала је криза на истоку, услед примицања Црвене армије и преласка Румуније и Бугарске на страну Савезника. На ту опасност Друга оклопна армија реаговала је извлачењем 1. брдске дивизије, дивизије „Бранденбург“ и 92. моторизованог пука и њиховим слањем на исток. Иако ове снаге представљају тек неких 12-15% ефектива Друге оклопне армије (ако се урачуна 7. СС дивизија, која је такође ангажована у унутрашњости Србије, 20%), то је отворило могућност формацијама НОВЈ за амбициозне офанзивне операције. У том смислу Врховни штаб издао је 17. августа 1944. наређење за општу офанзиву. Најважније међу овим операцијама су:
- Офанзива 5. корпуса НОВЈ у западној Босни септембра 1944.
- Офанзива 6. корпуса НОВЈ у Славонији септембра 1944.
- Офанзива 8. корпуса НОВЈ у Далмацији септембра 1944.
- Офанзива 1. и 12. корпуса НОВЈ у западној Србији септембра 1944.

## Ангажоване снаге НОВЈ и план напада
Према заповести штаба Корпуса од 10. септембра 1944. јединице су заузеле следећи распоред око Бањалуке:
- 4. крајишка дивизија са 6. и 8. бригадом, северозападно од Бањалуке, на линији Јошикова Вода - Пискавица - Поповићи - Турјак. Њена 11. бригада била је одређена у дивизијску резерву и прикупљена источно од Приједора, са задатком да притекне у помоћ, ако затреба, Козарској групи НОП одреда, која је имала задатак да затвара правац Нови Град - Приједор;
- 39. крајишка дивизија заузела је положаје од реке Врбање и јужно од Бањалуке, а на запад до пута Бањалука - Јошикова вода, одржавајући чврсто везу са јединицама 53. средњобосанске дивизије на линији Врбања и 4. крајишке дивизије код Пискавице;
- први и други артиљеријски дивизион Корпуса разместили су се у рејонима села Омарска и Доњи Орловци;
- Дрварско-петровачки и Подгрмечки НОП одред добили су задатак да офанзивно дејствују све време на комуникацији Бихаћ – Босанска Крупа - Нови Град;
- 53. средњобосанска дивизија са 14. и 18. бригадом заузела је распоред од Врбање до Клашница, на десној обали Врбаса.

Према раније направљеном плану штаба 5. корпуса, након ослобађања горњег тока Врбаса, те Приједора и Љубије, на реду је било ослобађање доњег тока Врбаса с Бањалуком и Градишком. Међутим, 13. септембра штаб Корпуса добио је наређење Врховног Штаба да оријентише главнину својих снага према Сарајеву. Штаб Корпуса тражио је дозволу да оконча своју планирану операцију, па да потом упути јединице према Сарајеву. Врховни штаб се сагласио, па је тако штаб 5. корпуса добио на располагање краће време за своју планирану операцију.
Према заповести штаба 5. корпуса, Четврта крајишка дивизија НОВЈ добила је задатак да, уз подршку једног артиљеријског дивизиона, 6. и 8. крајишком бригадом (без једног батаљона) нападне Бањалуку са северозападне стране, од потока Црквена до цесте Бањалука – Градишка. Њена 11. крајишка бригада требало је да нападне Босанску Градишку, поруши понтонски мост преко Саве, ликвидира гарнизон и ослободи град.
Једним батаљоном 8. крајишке бригаде, у садејству са снагама Средњобосанске дивизије, које ће нападати са источне стране, требало је да нападне и ликвидира посаду у Клашницама.
Штаб 39. крајишке дивизије добио је задатак да са две бригаде, 13. и 16. крајишком, нападне Бањалуку са југозападне стране, између Врбаса и потока Црквене, а 15. крајишком бригадом да разбија четнике око Бањалуке. За подршку снага дивизије, у борбама у Бањалуци, додељен је противколски дивизион.
53. средњобосанска дивизија добила је задатак да са две бригаде (без једног батаљона) форсира Врбас са десне на леву страну, уз подршку једног артиљеријског дивизиона, заузимајући претходно на десној страни Врбаса самостан Траписти, а затим да продире према војничком логору Кулина Бана и центру града, и да се споји са снагама 4. и 39. дивизије.
Други артиљеријски дивизион Корпуса са положаја на Павловцу (Кота 304 Врановица - Копривњак) добио је задатак да туче Цитаделу и Кастел.

## Ангажоване осовинске снаге и организација одбране
Немачки XIV корпус је војнички добро организовао и утврдио одбрану читавог простора у доњем току Врбаса, од Бањалуке до Градишке, а најјаче одбрану Бањалуке. Град су опасивале две линије одбране: спољна и унутрашња.
Спољна линија одбране протезала се од железничког моста, тадашње индустријске пруге Бањалука – Котор Варош, на реци Врбас, јужном ивицом пилане, и даље поток Постранац, рудник „Лауш“, Подбрђе, Хисети, Карабашева улица, лева обала Врбаса до железничког моста. Истурене отпорне тачке спољне линије одбране биле су: жељезничка станица Предграђе, самостан Траписти, село Петрићевац са самостаном, Раковачке баре и Горњи шехер.
Предњи крај унутрашње одбране ишао је линијом: река Врбас, од логора Кулина Бана, војна болница, железничка пруга до Алеје краља Крешимира, и даље њом до потока Црквене, лева обала потока Црквене, Кастел (тврђава на левој обали Врбаса) и армиранобетонски мост на Врбасу.
У средишту система одбране посебно је припремљена група зграда названа Цитадела, коју су сачињавале: Управна зграда и Бански двори, зграда позоришта и зграда хипотекарне банке.
Спољна одбрана се делила на одсеке:
- одсек „Лауш“ браниле су: 14. и 15. сатнија 11. горске пуковније, 3. сатнија 3. горске пуковније, 3. усташка бојна и битница 2. артиљеријског склопа;
- одсек Буџак браниле су: 15. сатнија 3. горске пуковније, 6. сатнија 8. посадног усташког здруга, 15. и 16. сатнија 4. усташке бојне, 2. битница 22. артиљеријског склопа;
- одсек „Врбас“ држала је 3. сатнија 4. усташке бојне која је патролирала левом обалом Врбаса;
- у средишту града блок зграда звани Цитадела и Кастел били су најјаче утврђени. Ту су били распоређени Немци и усташе у највећом броју. Са њима је било 750 жандарма и полицајаца и вод лаких тенкова. Укупно у Бањалуци је било 5.000 Немаца, усташа, домобрана, жандарма, полицајаца, и других.

На комуникацији Бањалука-Градишка најјаче упориште налазило се на аеродрому Залужани (8 km северно од Бањалуке) са 1.000 домобрана и усташа, а на посебном делу аеродрома, ближе Врбасу, 250 Немаца. На аеродрому је било и 48 авиона, те складиште бензина.
Од Клашница до Градишке - у Лакташима, Маглајанима, Маховљанима, Александровцу, Горњој, Средњој и Доњој Тополи, на цести Бањалука-Градишка, те у бројним упориштима поред самог Врбаса, биле су распоређене снаге 3. горског здруга, усташка милиција, фолксдојчери, жандарми, а окосница свих тих снага били су 5. и 14. немачки полицијски батаљон, јачине 1.400 полицајаца.
У Котор Варошу и Челинцу налазиле су се по једна сатнија 3. домобранског горског здруга, а у Котор Варошу је било и 700 усташа.
У Градишки налазили су се делови 11. горске пуковније, једна чета 5. полицијског немачког батаљона и једна усташка бојна, јачине 800 усташа, из састава усташког одбрамбеног здруга логора у Старој Градишки.
На десној обали Врбаса, североисточно и источно од Бањалуке, у спољни систем одбране биле су укључене и снаге Средњобосанског четничког корпуса, јачине 1.500 четника.
Јужно од Бањалуке, на терену Мањаче, за одбрану Бањалуке, Немци су распоредили снаге Босанскокрајишког четничког корпуса, јачине 1.300 четника.
Укупно, у доњем току Врбаса, од Бањалуке до Градишке, било је распоређено 12.000 Немаца, усташа, домобрана, четника, жандарма, милиционера, полицајаца и других.
Свим тим снагама командовао је немачки генерал-мајор Карл фон Кребс фон Девиц. Седиште његове команде било је у самостану Петрићевац. За обезбеђење командног места ангажовано је 400 Немаца, од којих је знатан број припадао Гестапоу и служби сигурности СД (Зихерхајтдинст). Са Девицем се у седишту његове команде налазио и шеф Гестапоа, мајор Вили Волтер.

## Ток борбених дејстава
Одбрана Бањалуке састојала се од великог броја повезаних отпорних тачака, које су биле груписане у унутрашњи прстен и спољашњи прстен, а спољашњи прстен био је са околним посадама повезан брањеним комуникацијама. Основна идеја напада у истовременом нападу на унутрашњи и спољашњи прстен, као и околне посаде, како би се онемогућила координирана, организована и повезана одбрана.
Све јединице отпочеле су нападе у предвиђено време, 18. септембра 1944. у 22:00.

### Прва фаза операције - енергично продирање
У духу основне идеје напада, Шеста крајишка добила је задатак да енергично продире клиновима у дубину одбране, и, не обазирући се на непријатељске отпорне тачке које јој остају у позадини, што је пре могуће блокира и отпочне напад на унутрашњи прстен - утврђени блок зграда у центру познат као „цитадела“, и утврђење Кастел.
Главни правац њеног наступања био је Паприковац - Пишталине, Железничка станица - хотел „Босна“ - Банска палата.
Она је овај задатак извршила веома успешно. Пошто је савладала отпорне спољње одбране у области Паприковца бригада је енергичним наступањем унела пометњу у одбрану, тако да јој је одмах пао у руке непријатељски вод тенкова, батерија хаубица, једна митраљеска чета и војна музика. Пред зору 19. септембра су сви њени батаљони били развијени у припреми за напад на „Цитаделу“.
На овај кључни сектор одмах су изашли део штаба Корпуса и штаб 4. дивизије. Током дана остварена је велика концентрација ватре по немачко-усташком утврђењу, уз помоћ првог артиљеријског дивизиона и заплењених хаубица и тенкова. Ручним противтенковским бацачима из хотела „Босна“ гађан је бункер који је постављен на раскршћу измећу ове три утврћене зграде. Ипак, немачко-усташка одбрана није попуштала и остала је чврста током читавог дана 19. септембра и следеће ноћи.
Током ноћи, групе бораца успеле су да се, пробијајући зидове, од стране Народног позоришта, приближе у погодан положај за напад на Бански двор. Кроз рупу у зиду дворишта Банског двора пумпама је убациван бензин и изазван је пожар.
Ипак, одбрана „Цитаделе“ нарушена је тек кад је током следеће ноћи помоћу тенка довучена 500-килограмска мина до зида Хипотекарне банке. Након велике експлозије, одбрана је брзо савладана, и преживели бранитељи су се предали 21. септембра ујутро.
Током борби за „Цитаделу“ рањени су командант 5. корпуса Славко Родић, и политички комесар 4. дивизије Дмитар Бајалица.
За то време, остале јединице које су учествовале у нападу на Бањалуку, такође су извршиле своје задатке.
Један батаљон 8. крајишке бригаде заузео је Клашнице и мањим снагама демонстративно са североисточне стране напао на аеродром у Залужанима. Два батаљона 8. крајишке бригаде заузела су непријатељева упоришта у Раковачким барама, на североисточној страни града, продрли ујутру 19. септембра до војне болнице, коју су и заузели. Трећи батаљон 8. крајишке бригаде је напао и заузео непријатељево упориште у самостану Петричевац, одакле је побегао командант немачке одбране Бањалуке, генерал-мајор Девиц, са шефом Гестапоа, мајором Волтером.
После заузимања самостана Петричевац, снаге 8. бригаде напале су немачко упориште у Пољопривредној школи на северној периферији града, у којој су Немци давали отпор цели дан 19. септембра, док нису пристигли топови артиљеријског дивизиона 4. дивизије.
39. дивизија извршила је напад тачно у одређено време (у 22:00 часова 18. септембра) и за два дана борби, дакле, до 20. септембра, водећи на неким местима и борбу прса у прса (у Гундулићевој улици), заузела је најпре спољна упоришта на Буквалуку, Горњи шехер, Лауш, а затим продрла у град и у једном налету заузела све отпорне тачке и сва упоришта до линије Соколски дом, хотел Палас и зграда гимназије, блокирајући Кастел, најјаче утврђење у граду. Напад на додељени рејон града извршиле су 13. и 16. бригада, а за то време су 15. крајишка бригада 39. дивизије и један батаљон 16. бригаде гонили су четнике у Рекавицама, Хан-Колима, Карановцу, Крупи на Врбасу и у свим местима јужно и југозападно од Бањалуке.
14. бригада 53. средњобосанске дивизије из долине Врбање, са североистока, преко Ребровца избила је наВрбас, који је форсирала газом, и продужила левом обалом Врбаса низводно према војном логору Кулина Бана, а 18. бригада са североистока, из правца Траписта, преко моста на пилани, прешла је такође Врбаса, уз садејство снага 14. бригаде. Те две бригаде су већ 19. септембра ослободиле источни део Бањалуке са војним логором Кулина Бана и свим спољним упориштима, укључујући и Траписте.

Ноћу 20/21. септембра 13. крајишка бригада је ослободила аеродром и ујутру 21. септембра гонила преживеле Немце, који су бежали низводно обалом Врбаса према Клашницама, где су усташе и Немци још увек пружали жесток отпор пред налетима јединица 14. и 8. бригаде. Међу Немцима који су бежали са аеродрома био је и немачки командант одбране Бањалуке, 
генерал-мајор Карл Кребс фон Девиц, а с њим и шеф Гестапоа, мајор Вили Волтер, и још 5 гестаповаца. Једно одељење бораца 2. батаљона 13. бригаде сустигло је Девица, Волтера и остале, заробило их и привело у штаб батаљона, одакле су преко штаба Бригаде спроведени у штаб Корпуса. То је био први заробљени немачки генерал у Југославији у Другом светском рату. Са њима је заробљен и усташки заповедник и познати злочинац Виктор Гутић.
Генерал фон Кребс фон Девиц био је члан Јоханитског малтешког витешког реда (такође познати као Јовановци) који води порекло из времена Крсташких ратова, и то у класи „Витеза правде“. За његову размену партизани су тражили 30 својих заробљеника.

### Друга фаза операције - одбрана од интервенције са севера
Једанаеста крајишка бригада напала је 18. септембра у 22:00 Градишку. Овај напад био је од великог значаја за целу операцију, због избијања на Саву и блокирања могућности немачке интервенције преко Саве. Међутим, пошто су немачки обавештајци открили припреме за напад, над целом операцијом са немачке стране команду је преузео штаб 69. корпуса. Он је хитно ојачао посаду Градишке једном усташком бојном из Старе Градишке, а непосредно пред сам напад успешно је у Градишку стигао 3. пук 1. бригаде 1. козачке дивизије. Тако се đ11. крајишка нашла пред петоструко бројнијим и јачим непријатељем, и њен напад је одбијен.
Допремивши још нека појачања, штаб 69. корпуса тако је у Босанској Градишки формирао нападну групу под командом генерал-лајтнанта Хелмута фон Панвица, команданта 1. козачке дивизије.
Борбена група „фон Панвиц“ одбацила је 11. крајишку од Градишке, и 19. септембра ујутро кренула у енергично наступање у циљу деблокаде Бањалуке.
Настала је трка с временом. Добивши извештај да се од Градишке према Бањалуци пробијају јаке непријатељеве снаге, штаб 5. корпуса је од снага које су ослободиле Бањалуку (Осма крајишка бригада 4. дивизије, 14. и 18. бригада 53. средњобосанске дивизије и 13. бригаде 39. дивизије) и од 11. крајишке бригаде, која је већ била у додиру с тим непријатељевим снагама, формирао привремену оперативну групу, под командом начелника оперативног одељења штаба Корпуса, Јосипа Мажара Шоше, и наредио јој да заустави даљи продор непријатеља, а по могућности да га протера до Босанске Градишке.
Група „фон Панвиц“ 21. септембра заузела је Клашнице, али је група „Мажар“ успела да их преотме противнападом 22. септембра. Дошло је драматичних борби са променљивим исходом. Клашнице су три пута прелазиле из руку у руке, Доња Топола 4 пута, а упориште Дубраве код Градишке чак седам пута. Ипак, група „Мажар“ успела је да сузбије немачко-усташки продор, и да их 25. септембра натера на одбрану у области Доње Тополе. То је омогућило чишћење заосталих отпорних тачака у Бањалуци, као и ликвидацију свих мањих посада у околини.
У самој Бањалуци задржана је само 16. крајишка бригада, која је имала задатак да држи у блокади последње немачко-усташко упориште у Кастелу, где се налазило последњих 300 бранилаца. Будући да артиљерија није могла да угрози камене зидине Кастела, тражена је помоћ савезничке авијације, која је међутим из непознатих разлога изостала.

### Трећа фаза операције - извлачење
Команда немачке 2. оклопне армије формирала је у Добоју још једну борбену групу за деблокаду Бањалуке под командом пуковника фон Рудно. Напад оклопно-моторизоване групе „фон Рудно“ преко Прњавора угрозио је јединице 5. корпуса са истока. Према овој нападној групи од 25. септембра оријентисане су 14. и 18, а затим и 6. крајишка бригада. Ове снаге успеле су да спрече њен упад у Клашнице.
С обзиром на то да је постигао велики део својих циљева, с обзиром на угроженост из два правца, а у складу са наређењем Врховног Штаба, штаб 5. корпуса 26. септембра наредио је евакуацију Бањалуке. Након што је евакуисан сав ратни плен, немачке оклопне колоне ушле су 27. септембра у Бањалуку.
5. корпус усмерио је 4. и 39. дивизију према Сарајеву. Ова групација ликвидирала је усташки гарнизон у Травнику 20-22. октобра и продрла на реку Босну. То је изазвало значајне борбе на овом сектору, које су трајале до Сарајевске операције.

## Резултат операције
Операција је завршена делимичним успехом 5. корпуса.
Корпус није успео у намери да трајно ослободи Бањалуку и доњи ток Врбаса. Међутим, успео је да потуче, разбије и уништи знатне осовинске формације. Такође, успео је да задржи ту територију довољно дуго да на њима изврши мобилизацију људства. Уз помоћ заплењеног оружја и опреме, Корпус је наоружао 7.000 нових бораца, тако да је, према извештају штаба 5. корпуса Врховнoм штабу о бројном стању Корпуса на дан 1. октобра бројно ојачао са око 19.000 на око 26.000 бораца.
Према извештају штаба Корпуса, ратни плен операције састојао се од: 3 тенка; 52 топа; 34 авиона (од тога 4 исправна); 23 тешка минобацача; 20 лаких минобацача; 285 пушкомитраљеза; 48 тешких митраљеза; 4.756 пушака; 349 аутомата; 588 пиштоља; 14 сигналних пиштоља; 1.300.000 пушчаних метака; 2.000 топовских граната; 1.500 мина за тешких минобацач; 1.600 мина за лаки минобацач; 1.154 ручних бомби; 100 ракета за сигналне пиштоље; 150 кола; 600 коња; 65.000.000 комада цигарета; 100 телефона; 20 телефонских централа; седам вагона санитетског материјала; 100.000 литара бензина; одећу и обућу за неколико хиљада бораца.
Од исправних и поправљених заплењених авиона формирана је 1. ваздухопловна ескадрила 5. корпуса с базом на аеродрому код Санског Моста.